# Новые Короли
Но́вые Короли́ — деревня в городском округе Сокольский Нижегородской области России.

## География
Деревня находится на расстоянии 30 км к северо-востоку от Сокольского, административного центра округа.

### Часовой пояс
Деревня Новые Короли, как и вся Нижегородская область, находится в часовой зоне МСК (московское время). Смещение применяемого времени относительно UTC составляет +3:00.

## Население
| 2002 | 2010 |
| ---- | ---- |
| 1    | →1   |